# Coppa di Gambia
La Coppa di Gambia è una competizione calcistica organizzata dalla Federazione calcistica del Gambia (GFF). Fu istituita nel 1965.
La squadra più titolata nella competizione è il Wallidan, vincitore di 24 edizioni della manifestazione.

## Albo d'oro

### Periodo pre-indipendenza
- 1952: Gambia United 2-1 Augustinians FC
- 1954: Police
- 1955: UAC
- 1956: White Phantoms
- 1957: Rainbow
- 1958: White Phantoms
- 1959: Black Diamonds
- 1960: White Phantoms
- 1961: White Phantoms
- 1962: Augustinians
- 1963: White Phantoms
- 1964: White Phantoms
- 1965: non disputata

### Periodo post-indipendenza
- 1965-1966: Arrance
- 1966-1967: Arrance
- 1967-1968: Augustinians
- 1968: Real de Banjul 2-1 Young Lions
- 1969-1970: Real de Banjul 2-1 White Phantoms
- 1970-1971: Wallidan (Banjul)
- 1971-1972: Wallidan (Banjul)
- 1972-1973: Wallidan (Banjul)
- 1973-1974: Wallidan (Banjul)
- 1974-1975: Ports Authority (Banjul) vs Real Banjul[1]
- 1975-1976: Wallidan (Banjul)
- 1976-1977: Wallidan (Banjul)
- 1977-1978: Wallidan (Banjul)
- 1978-1979: Dingareh
- 1979-1980: Ports Authority vs Real Banjul
- 1980-1981: Wallidan (Banjul)
- 1981-1982: Starlight Banjul
- 1982-1983: Hawks (Banjul)
- 1983-1984: Wallidan (Banjul)
- 1984-1985: Starlight Banjul
- 1985-1986: Wallidan (Banjul)
- 1986-1987: Wallidan (Banjul) 5-1 Hawks
- 1987-1988: Wallidan (Banjul)
- 1988-1989: non disputata
- 1989-1990: non disputata
- 1990-1991: non disputata
- 1991-1992: Wallidan (Banjul) bt Peak Marwich
- 1992-1993: Wallidan (Banjul) 2-1 Real de Banjul
- 1993-1994: Wallidan
- 1994-1995: Mass Sosseh bt Steve Biko
- 1995-1996: Hawks
- 1996-1997: Real de Banjul 1-0 Hawks (Banjul)
- 1997-1998: Wallidan (Banjul) 1-1 1-1 Gambia Ports Authority (Banjul) (dts, 4-3 dtr)
- 1998-1999: Wallidan (Banjul) 1-1 Mass Sosseh (dts, 4-3 dtr)
- 1999-2000: Steve Biko (Bakau) 1-1 Wallidan (Banjul) (dts, 4-2 dtr)
- 2000-2001: Wallidan (Banjul) 3-0 Blackpool (Serrekunda East)
- 2001-2002: Wallidan (Banjul) 1-0 Real de Banjul
- 2002-2003: Wallidan (Banjul) 1-0 Hawks (Banjul)
- 2003-2004: Wallidan (Banjul) 1-1 Armed Forces (Banjul) (dts, 9-8 dtr)
- 2004-2005: Bakau United 4-1 Wallidan (Banjul) (dts)
- 2005-2006: Hawks (Banjul) 3-0 Steve Biko FC (Bakau)
- 2006-2007: Ports Authority (Banjul) 1-0 Hawks (Banjul)
- 2007-2008: Wallidan (Banjul) 2-2 Samger (4-2 dtr)
- 2008-2009: Young Africans (Banjul) 0-0 GAMTEL (Banjul) (3-1 dtr)
- 2009-2010: GAMTEL (Banjul) 3-0 Hawks (Banjul)
- 2010-2011: GAMTEL (Banjul) 2-0 Ports Authority (Banjul)
- 2011-2012: GAMTEL (Banjul) 3-0 Interior FC (Serrekunda)
- 2012-2013: GAMTEL (Banjul) 1-1 Seaview (3-1 dtr)
- 2013-2014: Banjul United (Banjul) 1-0 Hawks (Banjul)[2]
- 2014-2015: Wallidan (Banjul) 2-0 GAMTEL
- 2015-2016: Brikama United (Brikama) 1-0 Bombada
- 2016-2017: Hawks (Banjul) 1-1 Real de Banjul (7-6 dtr)
- 2017-2018: Armed Forces (Banjul) 4-3 Brikama United
- 2018-2019: Real de Banjul (Banjul) 1-0 Red Hawks
- 2020: non disputata a causa della pandemia di COVID-19
- 2021: non disputata a causa della pandemia di COVID-19
- 2021-2022: Wallidan (Banjul) 0-0 Brikama United (4-2 dtr)

## Vittorie per squadra
Sono conteggiate solo le coppe vinte dopo l'indipendenza del Gambia.
| Squadra                | Città   | Vittorie | Ultima vittoria |
| ---------------------- | ------- | -------- | --------------- |
| Wallidan               | Banjul  | 24       | 2022            |
| Hawks                  | Banjul  | 4        | 2017            |
| Real de Banjul         | Banjul  | 4        | 2019            |
| GAMTEL Football Club   | Banjul  | 4        | 2013            |
| Gambia Ports Authority | Banjul  | 3        | 2007            |
| Arrance (now Adonis)   | Banjul  | 2        | 1967            |
| Starlight Banjul       | Banjul  | 2        | 1985            |
| Augustinians           | Banjul  | 1        | 1968            |
| Bakau United           | Bakau   | 1        | 2005            |
| Banjul United          | Banjul  | 1        | 2014            |
| Dingareh               | Banjul  | 1        | 1979            |
| Mass Sosseh            | Banjul  | 1        | 1995            |
| Steve Biko             | Bakau   | 1        | 2000            |
| Young Africans         | Banjul  | 1        | 2009            |
| Brikama United         | Brikama | 1        | 2016            |
| Armed Forces           | Banjul  | 1        | 2018            |